# Rüdnitz
Rüdnitz es un municipio del distrito de Barnim, en Brandeburgo (Alemania).
- Datos: Q569568
- Multimedia: Rüdnitz / Q569568

1. ↑  Worldpostalcodes.org, código postal n.º 16321.